# Trust Me
Trust Me, czwarty album studyjny Craiga Davida, wydany 12 listopada 2007 w Wielkiej Brytanii i 6 maja 2008 w USA. Mimo że zadebiutował na #18 miejscu na UK Albums Chart, to nie miało to żadnego wpływu na amerykańskie listy przebojów, gdzie zadebiutował poza Billboard 200. Jednakże znalazł się na #58 miejscu na Billboard Top R&B/Hip-Hop Albums.
Płyta została nagrana w studiu Warner Music oraz Sire Records. Album został nagrany w Hawanie (Kuba) z producentem Martinem Terefe (KT Tunstall, James Morrison) i pisarzem/producentem/mixerem Fraserem T Smithem (Kano, Beyoncé Knowles, Plan B, Jamelia i James Morrison).
Pierwszy singel „Hot Stuff (Let’s Dance)” zawiera sample z „Let’s Dance” autorstwa Davida Bowie. Został wydany 5 listopada 2007 roku.
Drugi singel „6 of Thing” w Wielkiej Brytanii 18 lutego 2008.
Trzeci singel „Officialy Yours” został wydany w UK 23 czerwca 2008 i zadebiutował na #158 miejscu.
Dodatkowo nagrano singel o nazwie „This is the Girl” przy współpracy z raperem Kano. Na płycie znajduje się jako bonus.
Album uzyskał od BPI certyfikat Złota 7 marca 2008 za sprzedaż 100,000 płyt.

## Lista utworów
| #   | Tytuł                          | Długość |
| --- | ------------------------------ | ------- |
| 1.  | „Hot Stuff (Let’s Dance)”      | 3:42    |
| 2.  | „6 of 1 Thing”                 | 3:47    |
| 3.  | „Friday Night”                 | 3:33    |
| 4.  | „Awkward” (feat. Rita Ora)     | 3:37    |
| 5.  | „Just a Reminder”              | 3:49    |
| 6.  | „Officially Yours”             | 3:55    |
| 7.  | „Kinda Girl for Me”            | 3:47    |
| 8.  | „She's on Fire”                | 5:04    |
| 9.  | „Don't Play with our Love”     | 3:59    |
| 10. | „Top of the Hill”              | 3:54    |
| 11. | „This is the Girl” (with Kano) | 4:10    |

## Wykresy
| Wykres (2007/2008)                         | Najlepsza pozycja | Certyfikat | Sprzedaż |
| ------------------------------------------ | ----------------- | ---------- | -------- |
| Australian ARIA Albums Chart               | 59                |            | 6,000+   |
| Belgium Albums Chart (Flandria)            | 49                |            |          |
| Belgium Albums Chart (Region Waloński)     | 39                |            |          |
| Dutch Albums Chart                         | 37                |            |          |
| French Albums Chart                        | 18                |            | 50,000   |
| Irish Albums Chart                         | 128               |            | 1,000+   |
| Italian Albums Chart                       | 19                |            | 30,000+  |
| Japanese Oricon Albums Chart               | 11                | Złoto      | 105,000+ |
| Japanese Oricon International Albums Chart | 5                 |            |          |
| Spanish Albums Chart                       | 28                |            | 22,000+  |
| Sweden Albums Chart                        | 53                |            |          |
| Swiss Albums Chart                         | 16                |            |          |
| UK Albums Chart                            | 18                | Złoto      | 150,000+ |
| U.S. Billboard Top R&B/Hip-Hop Albums      | 58                |            |          |
| U.S. Billboard 200                         | N/C               |            | 3,500+   |